# 豊竹咲太夫
- 豊竹咲太夫（今日の表記）
- 豊竹咲大夫（一時期使用された表記）[注釈 1]

豊竹 咲太夫（とよたけ さきたゆう、1944年〈昭和19年〉5月10日 - 2024年（令和6年）1月31日）は、日本の文楽太夫。公益財団法人文楽協会技芸員、文化功労者。旧芸名は竹本 綱子太夫（たけもと つなこだゆう）。本名は生田 陽三（いくた ようぞう）。
2024年の生存までの時点で唯一の「切場語り（きりばがたり）」（クライマックス場面の「切場」を語る太夫に与えられる最高位の称号）。父は、戦後の文楽に大きな足跡を残した八代目竹本綱太夫。2019年に重要無形文化財「人形浄瑠璃文楽太夫」の保持者として各個認定された（いわゆる人間国宝）。日本芸術院会員。位階は従四位、勲章は旭日中綬章。

## 来歴
八代目竹本綱太夫の長男として生まれる。1953年（昭和28年）8月、綱太夫の師匠でもある豊竹山城少掾に9歳で入門し、「竹本綱子太夫（つなこだゆう）」の太夫名（芸名）を名乗る。同年10月文楽座で初舞台。1966年（昭和41年）9月朝日座で「豊竹咲太夫」（初代）と改名。1969年第1回「豊竹咲太夫の会」を国立劇場（東京都千代田区）で開催。以後、大阪や京都を含め「豊竹咲太夫の会」を主催。
1983年第1回咲くやこの花賞。1999年（平成11年）芸術選奨（仮名手本忠臣蔵の「山科閑居」）と大阪芸術祭賞。2004年紫綬褒章。2007年大阪文化祭賞グランプリ（豊竹咲太夫の会）。2007年松尾芸能賞。2009年日本芸術院賞。同年、文楽太夫の最高位「切場語り」に。2011年東燃ゼネラル音楽賞。2014年大阪市市民表彰。2021年文化功労者。2023年3月1日より日本芸術院会員。
2024年1月31日、肺炎のため、東京都内の病院で死去した。79歳没。死没日付をもって従四位に叙され、旭日中綬章を追贈された。墓所は安楽寺。戒名は慈光院寶譽義藝浄咲大居士。

## 人物
国立文楽劇場（大阪市）の「すぐ裏手」で生まれ、“門前の小僧”を地でいく育ち方。幼少期からよく歌舞伎も観ており、父・綱太夫から「『長谷川一夫の芝居、よう見とき』と言われた」。上方歌舞伎の大スター、初代中村鴈治郎門下である「長谷川さんの芸から初代の匂いや、やり方がしのばれたでしょう」。その経験が、後に太夫として「自分の血となり肉となった」。
入門のきっかけは、父・綱太夫のラジオ出演。同行した際、豊竹山城少掾から直接、勧誘された。戦後を代表する太夫の父と、偉大な師匠の薫陶を受ける環境で修行し、入門時から関心を集めた初舞台では伽羅先代萩の鶴喜代君を語り、その際、山城少掾が「『わしが連れて出たる』と掛け合いで政岡を語ってくださいました。恵まれたデビューでした」。
デビューの際、父・綱太夫とのやりとり「お父ちゃん、舞台って怖い？」「素直にやりなさい」の言葉が「いつも僕の心の中に残っています」。
その父の「近松（門左衛門）好きは親のDNA」である近松物などを得意とする一方、「チャリ場」（滑稽な場面）も愉快に語る腕を持つ。
2009年（平成11年）、最高位の切場語りに昇格し、平成の文楽を支える存在となった際、父・綱太夫について触れ「図らずも、父親が没しました年齢（享年65）で（昇格で）すから、冥土へ行ったときの土産になる」。一方、師匠の山城少掾について「（綱太夫の死の）その2年前に師匠も亡くなり、うぬぼれに聞こえるかもしれませんが、“二君に仕えず”の気持ちで、ほかの師匠につかず、やり通してきました」と述べ、二世ながら父の名跡竹本綱太夫を継がず、「私は一生、咲太夫でいきます」と宣言した。なお、取材した記者は、咲大夫の宣言を「自ら名前を大きくしてきた自信と覚悟」と説明している。
その「咲太夫」の名を一部継ぐ愛弟子豊竹咲寿太夫が平成生まれ太夫らしくブログやツイッター、インスタグラム、フェイスブックも活用して文楽の情報を発信しているのは、咲太夫の影響が大きい。咲太夫自身、若いころから「愛嬌のある丸い目と大きな体、親しみやすい口調」を活かし、NHK番組「ばらえてい テレビファソラシド」の解答者として出演するなど、ラジオやテレビ出演も多く、若い頃から文楽の広報の役目を自ら買って出ていた。
咲太夫の活躍は多分野で硬軟自在に幅広く、歌舞伎では女形坂東玉三郎と共演したり、2005年には能と共演する初の試み「謡かたり隅田川」を、観世流シテ方能楽師の野村四郎と開いたりしている。
得意の近松物について2011年「近松門左衛門名作文楽考」（講談社）も出版。「豊島屋油店の段」の素浄瑠璃DVDも収録した、女殺油地獄考に関する芸談本。初演から230年も途絶えてきた「豊島屋油店の段」を、父・綱大夫と十代目竹澤弥七が1952年（昭和27年）ラジオ用に復曲した経緯もあり、この段だけ原文通りに上演される理由や誕生秘話、テンポの変化など曲の特徴にも言及。著書の意図について「父らがこしらえた曲は、専門ルールに則りよくできています。江戸時代にできた曲といっても通るので、歴史的証言を残したかった」と語っている。
2004年ごろから天王寺区にある「京懐石和光菴」を贔屓としており、大阪松竹座に出演する仲のいい歌舞伎俳優に弁当を差し入れたりしていた。

## 著書
- 『咲大夫まかり通る』（1987年、長征社）
- 『近松門左衛門名作文楽考1 女殺油地獄（2011年）、『近松門左衛門名作文楽考2 心中天網島（2013年、いずれも講談社） - 老舗昆布店「神宗」八代目の尾嵜彰廣による旅行ガイド本風の「女殺油地獄ガイド」付き